# 忽米
忽米，是一個長度單位 。 1忽米等於1米的十萬分之一。現今這個長度單位已較少使用。

## 换算关系
- 10 000 000 皮米（pm）= 1忽米
- 10 000 纳米（nm）= 1忽米
- 10 微米（µm）= 1忽米
- 0.01 毫米（mm）= 1忽米
- 0.001 厘米（cm）= 1忽米
- 0.0001 分米（dm）= 1忽米
- 0.000 01 （m）= 1忽米
- 0.000 000 01 公里（km）= 1忽米

日常可使用忽米的長度距離：
- 頭髮厚度是 5 cmm。
- 保險套依照使用材質的不同，最薄可到 1 cmm或 2 cmm。